# Saint-Cosme-en-Vairais
Saint-Cosme-en-Vairais ist eine französische Gemeinde mit 1.884 Einwohnern (Stand: 1. Januar 2022) im Département Sarthe in der Region Pays de la Loire; sie gehört zum Arrondissement Mamers und zum Kanton Mamers. Die Einwohner werden Cosméens genannt.

## Geographie
Saint-Cosme-en-Vairais liegt etwa 35 Kilometer nordöstlich von Le Mans im Vairais an der Grenze zum Département Orne. Das Gemeindegebiet wird vom Flüsschen Mortève durchquert. Umgeben wird Saint-Cosme-en-Vairais von den Nachbargemeinden Saint-Fulgent-des-Ormes im Norden, Igé im Nordosten, Pouvrai im Osten, Nogent-le-Bernard im Südosten, Rouperroux-le-Coquet im Süden, Courcival und Nauvay im Südwesten, Moncé-en-Saosnois im Westen und Südwesten sowie Saint-Pierre-des-Ormes im Westen und Nordwesten.

## Bevölkerungsentwicklung
| 1962                      | 1968 | 1975 | 1982 | 1990 | 1999 | 2006 | 2012 |
| ------------------------- | ---- | ---- | ---- | ---- | ---- | ---- | ---- |
| 1154                      | 1946 | 1940 | 1981 | 1903 | 1911 | 1957 | 1998 |
| Quelle: Cassini und INSEE |      |      |      |      |      |      |      |

## Sehenswürdigkeiten
- Kirche Saint-Cosme-et-Saint-Damien, romanischer Bau aus dem 11. Jahrhundert mit An- und Umbauten aus dem 12. und 16. Jahrhundert
- Kirche Saint-Gilles-et-Saint-Médard aus dem 12. Jahrhundert, Umbauten im 14. Jahrhundert, seit 1989 Monument historique
- Kirche Saint-Augustin aus dem 15. Jahrhundert mit An- und Umbauten aus dem 17. und 19. Jahrhundert
- Zwei Calvaire
- Monumentalkreuz
- Wallburg (Motte) in La Cermondière
- Herrenhaus Croisettes aus dem 16. Jahrhundert und Herrenhaus Forbonnais aus dem 15. und 17. Jahrhundert
- Schloss am Étang aus dem 19. Jahrhundert
- Mühle aus dem 19. Jahrhundert
- alte Wassermühle aus dem 18. Jahrhundert
- Wehrhaus
- Brunnen
- Waschhaus

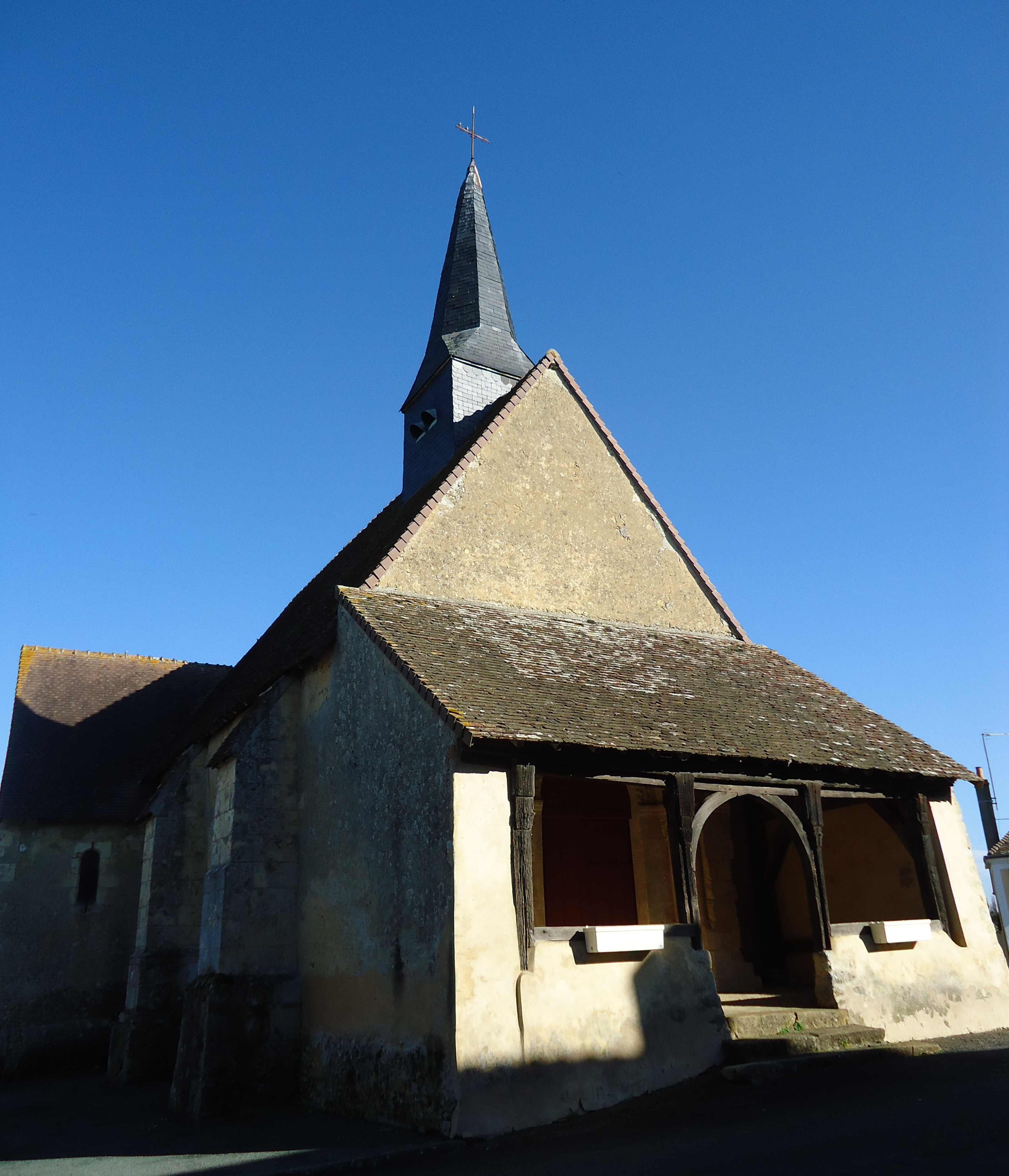
Kirche Saint-Gilles-et-Saint-Médard
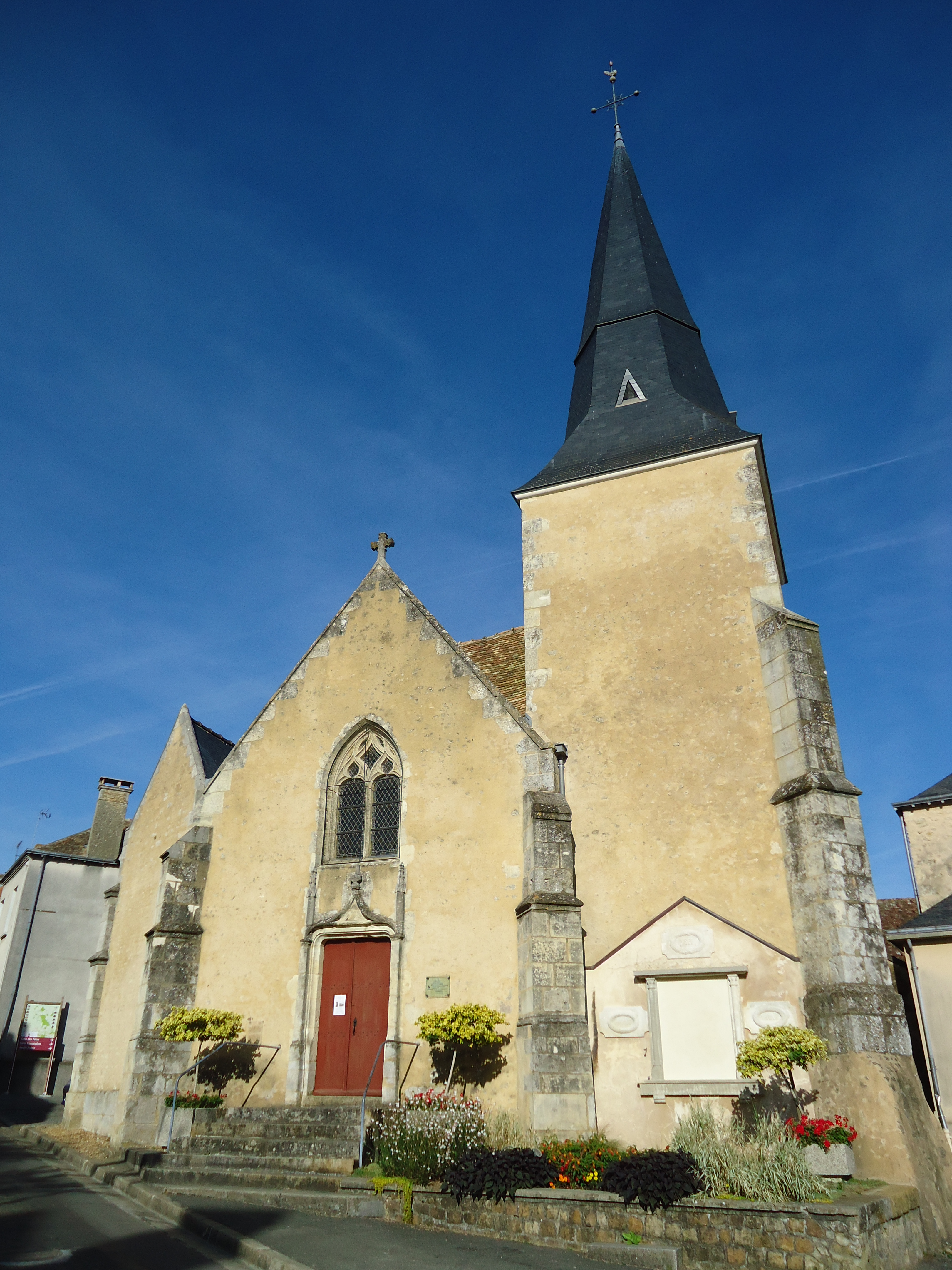
Kirche Saint-Augustin